# Бранислав
Бранислав је прастаро словенско име, пре свега чешко, али се користи и у Словачкој, Србији и Словенији. Јавља се и у облику Бронислав у Пољској и Белорусији. Сложено је од основа са значењем „бранити“ (бранилац) и „слава“ и значи „бранитељ славе“ или „славни бранитељ“. Од овог имена изведена су имена Бањо и Бранислава.

## Имендан
Имендан се слави у Словачкој 10. марта.

## Популарност
У Србији је у периоду од 2003. до 2005. ово име било на 65. месту по популарности.

## Носиоци имена
|  |  |  |  |  |  |  |  |  |  |  |  |  |  |  |  |  |  |  |  |  |  |  |  |  |  |  |  |  |  |

### А
- Бранислав Аксин
- Бранислав Анђелковић
- Бранислав Анђеловић

### Б
- Бранислав Бајић
- Бранислав Белић
- Бранислав Блажић
- Бранислав Божиновић
- Бранислав Бојчић
- Бранислав Бореновић
- Бранислав Боричић
- Бранислав Борота
- Бранислав Букуров

### В
- Бранислав Васић
- Бранислав Вељковић, српски песник и писац.
- Бранислав Вељковић, југословенски фудбалер.
- Бранислав Видић
- Бранислав Вишт
- Бранислав Вукашиновић
- Бранислав Вукосављевић
- Бранислав Вуксановић

### Г
- Бранислав Грујић

### Д
- Бранислав Дамњановић
- Бранислав Димитријевић
- Бранислав Драшковић
- Бранислав Дробњак

### Ђ
- Бранислав Ђекић
- Бранислав Ђурашевић
- Бранислав Ђурђев

### Ж
- Бранислав Живановић
- Бранислав Жорж

### З
- Бранислав Зеремски
- Бранислав Зоговић
- Бранислав Зубовић

### И
- Бранислав Ивановић
- Бранислав Ивковић
- Бранислав Иконић

### Ј
- Бранислав Јанковић
- Бранислав Јевтић
- Бранислав Јеленковић
- Бранислав Јеринић
- Бранислав Јерковић
- Бранислав Јовановић, српски фудбалер.
- Бранислав Јовановић, српски политичар.
- Бранислав Јовин
- Бранислав Јоксовић

### К
- Бранислав Каштеварац
- Бранислав Керац
- Бранислав Кнежевић
- Бранислав Ковач
- Бранислав Ковачевић
- Бранислав Којић
- Бранислав Крављанац
- Бранислав Крстајић
- Бранислав Крстић
- Бранислав Крунић

### Л
- Бранислав Лазичић
- Бранислав Лазић
- Бранислав Лала Ковачев
- Бранислав Лалић
- Бранислав Лаловић
- Бранислав Лечић
- Бранислав Лонткијевић
- Бранислав Лончар
- Бранислав Лукић Лука

### М
- Бранислав Маринковић
- Бранислав Марковић
- Бранислав Мартиновић
- Бранислав Матић
- Бранислав Матић Бели
- Бранислав Миленковић
- Бранислав Милићевић
- Бранислав Милосављевић
- Бранислав Милошевић, српски монтажер.
- Бранислав Милошевић, српски фудбалер.
- Бранислав Милтојевић
- Бранислав Милутиновић
- Бранислав Митић
- Бранислав Митровић, југословенски и црногорски архитекта.
- Бранислав Митровић, српски ватерполиста.
- Бранислав Мићуновић
- Бранислав Михајловић, српски писац.
- Бранислав Михајловић, српски сликар.
- Бранислав Михајловић, југословенски и српски фудбалер.
- Бранислав Мицић
- Бранислав Мојићевић

### Н
- Бранислав Недимовић
- Бранислав Николић
- Бранислав Нушић

### О
- Бранислав Обрадовић
- Бранислав Обрадовић Џамбо
- Бранислав Опачић

### П
- Бранислав Параћ Реља
- Бранислав Петровић
- Бранислав Петронијевић
- Бранислав Петрушевић
- Бранислав Пиповић
- Бранислав Платиша
- Бранислав Покрајац
- Бранислав Прелевић, бивши југословенски кошаркаш.
- Бранислав Прелевић, српски књижевник.
- Бранислав Простран
- Бранислав Протић

### Р
- Бранислав Радишић
- Бранислав Радовановић
- Бранислав Раичевић
- Бранислав Раковић
- Бранислав Ратковица
- Бранислав Ристивојевић

### С
- Бранислав Секулић
- Бранислав Симић
- Бранислав Станић
- Бранислав Станковић
- Бранислав Станојевић
- Бранислав Стојадиновић
- Бранислав Страњаковић
- Бранислав Суботић Субе
- Бранислав Сурутка

### Т
- Бранислав Талић
- Бранислав Тарашкевич
- Бранислав Таталовић
- Бранислав Тиодоровић
- Бранислав Томашевић
- Бранислав Томић
- Бранислав Трајковић
- Бранислав Трифуновић

### Ћ
- Бранислав Ћирлић

### Х
- Бранислав Хрњичек

### Ц
- Бранислав Црнчевић

### Ч
- Бранислав Чубрило

### Ш
- Бранислав Шеварлић
- Бранислав Шикић
- Бранислав Шкембаревић
- Бранислав Шошкић

|  |  |  |  |  |  |  |  |  |  |  |  |  |  |  |  |  |  |  |  |  |  |  |  |  |  |  |  |  |  |

## Занимљивост
Бањо постоји на енглеском говорном подручју (енгл. Banjo) и као лично име означава музички инструмент бенџо, што је уосталом и превод те речи, а тако се и изговара. Ово име је као такво чак од 2004. до 2006. било готово међу првих шестсто по популарности у јужној Аустралији.